# Bildsteine von Smiss (Kirchspiel När)
Die Bildsteine von Smiss im Kirchspiel När auf der schwedischen Insel Gotland fallen ans Ende der mittleren Periode der drei Bildsteinepochen. Ein Exemplar zeigt noch die typischen Tiermotive, während das zweite bereits eine Schiffsdarstellung und einen Zweikampf zeigt, die zu den Motiven der Steine des Typs 3 gehören.

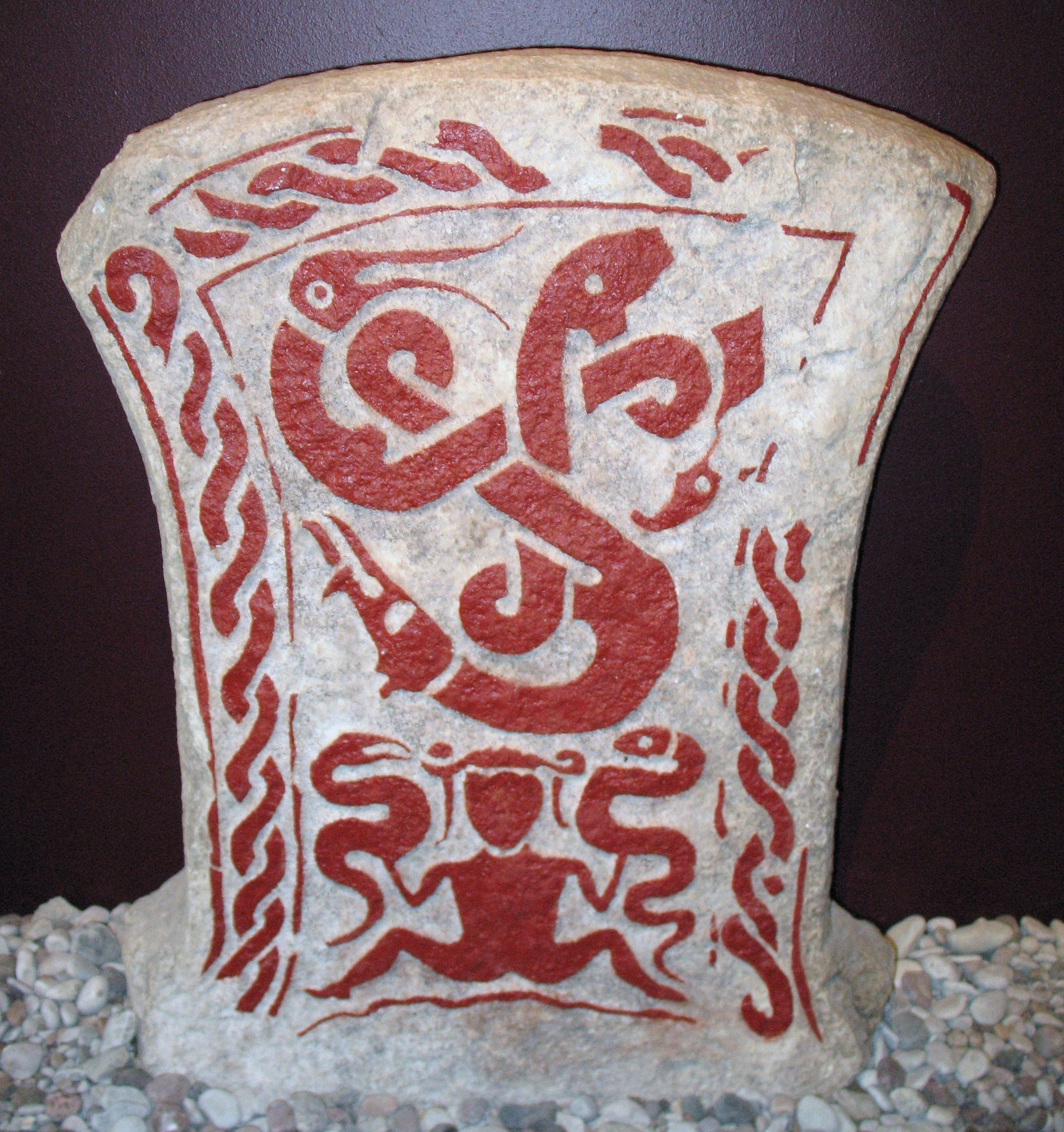
Die Schlangenhexe

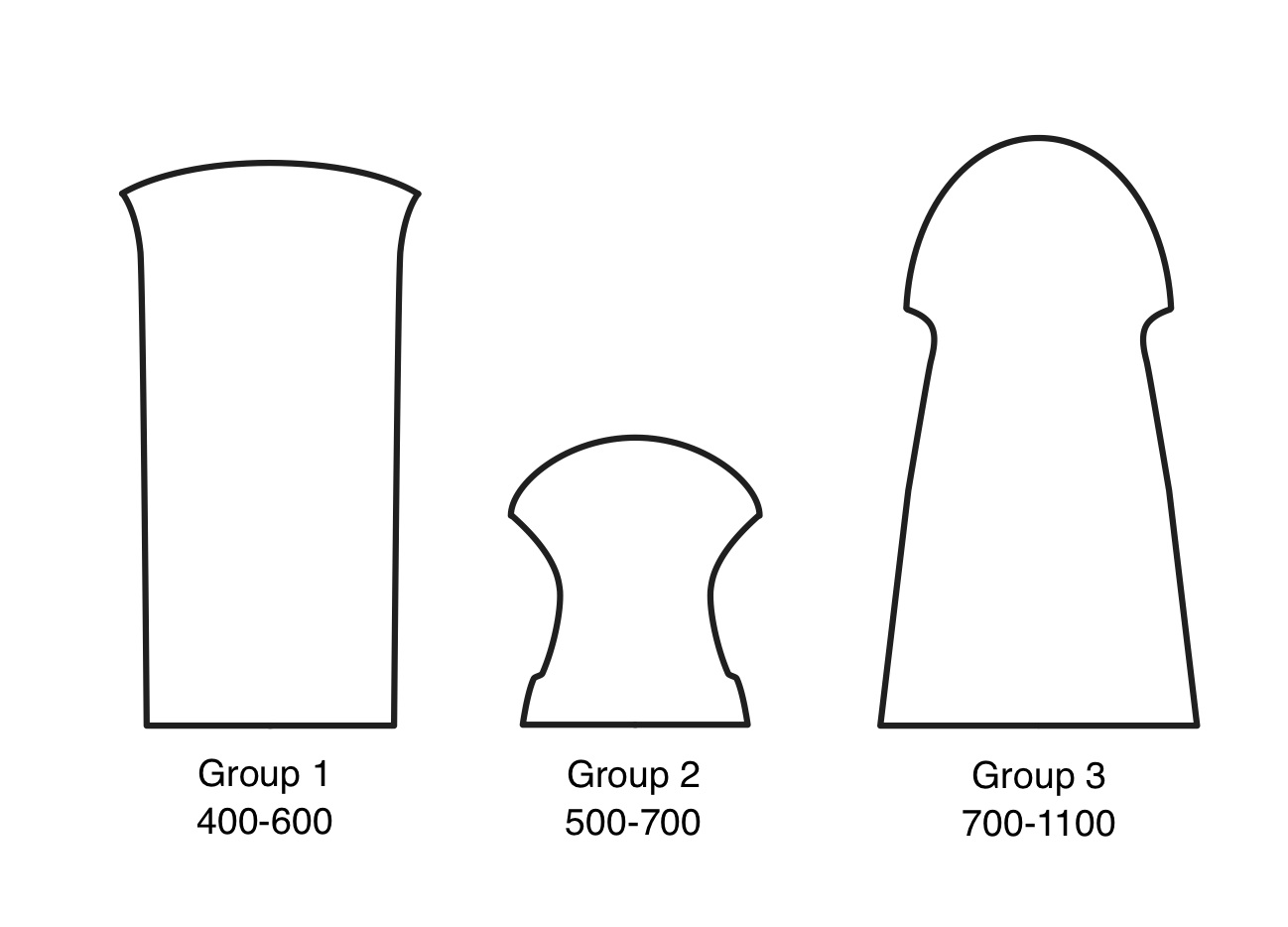
Die Bildsteine entsprechen der Form 2 – Mitte

Zwischen 500 und 700 n. Chr. entstand auf Gotland mit den Steinen vom so genannten Typ 2 der erste Bildsteinstil, der gegenständliche Elemente verwendende. Die Zeichnungen wurden nicht mehr ausschließlich geometrisch, wie vorher, nicht völlig bildhaft wie nachher und nicht flächig angelegt, sondern als Umrisse geritzt. Die Steine der mittleren Epoche sind allgemein klein und werden Zwergsteine genannt. Die beiden Steine von När sind etwas höher und gehören ans Ende der Epoche.

## Der Schlangenstein
Die volkstümliche Bezeichnung für die Darstellung auf dem Stein 1 von När ist „Schlangenhexe“ oder „Schlangenbeschwörerin“. Im unteren Teil des Bildsteines hält ein weibliches Wesen zwei Schlangen in den Händen, während sich über ihr ineinander verschlungene Schlangen in Form einer Triskele winden. Die Schlange ist als Fruchtbarkeitssymbol in nahezu allen Ackerbaukulturen verbreitet (Kreta). In der nordischen Megalitharchitektur ist sie seit den Felsritzungen der Bronzezeit (siehe Asperberget, Vitlycke) belegt. Unzweifelhaft handelt es sich auf dem Bildstein, gekennzeichnet durch die gespreizten Beine der Frau, um einen Fruchtbarkeitsmythos, der sich auch auf zeitgleichen Darstellungen der Sheela-na-Gig in Irland findet. Ansonsten zeigt er bereits die randständigen Knotenmuster der nächsten gotländischen Bildsteintradition.
Er steht heute in Gotlands Fornsal in Visby.

## Der Zweikampfstein
Mit einer Höhe von 90 cm gehört dieser nur schwach phallisch geformte Stein zwar noch fast zu den für die Epoche typischen „Zwergsteinen“. Er zeigt jedoch ausschließlich die Motive der nachfolgenden gotländischen Bildsteintradition des Typ 3.
Bildsteine des Typ 3 zählen zu jenen, die die wenigen Menschendarstellungen der Vendel- und der Wikingerzeit zeigen. Es sind fast ausschließlich Figuren deren Körper, Kleidung, Waffen, Schild etc. nicht durch Linien getrennt sind. Bei dieser Methode werden nur die Konturen gezeigt. Speziell bei den Männergewändern gibt es daher eine Kontroverse. Für die Bekleidung bedeutet dies, das enge Hosen oder Ärmel sich nicht von der Kontur abheben, wohingegen weite Hosen und Ärmel die Konturen verändern. So entstand die Frage: Stellen die zipfeligen Ausbuchtungen an den Armen a) Zipfel von Umhängen, b) Schilde c) Tunikaärmel mit zipfeligen Enden dar. Laut Thunmark-Nylen hat (auch unter Heranziehung anderer Bilddokumente) nur die Variante c) eine ausreichende Wahrscheinlichkeit (siehe Weblink).
Der Kopf des Bildsteines stellt eventuell einen Holmgang dar, den nach exakten Regeln ausgefochtenen Zweikampf, der seinerzeit als Rechtsgrundlage bis ins Mittelalter in Gebrauch blieb. Im unteren Teil wird ein Segelschiff gezeigt, auf dem sich fünf behelmte Besatzungsmitglieder befinden. Ansonsten zeigt der Stein randständige Knotenmuster.
Der Stein steht heute im Statens Historiska Museum in Stockholm.